# Нджікула
Нджіку́ла (англ. Njikula) — вища традиційна громада у складі дистрикту Румфі Північного регіону Малаві.
Населення — 4024 особи (2018).